# Berestetchko
Berestetchko (en ukrainien et en russe : Берестечко ; en polonais : Beresteczko) est une ville de l'oblast de Volhynie, en Ukraine. Sa population s'élevait à 1630 habitants en 2022.

## Géographie
Berestetchko est arrosée par la rivière Styr et se trouve à 47 km au sud de Loutsk, la capitale de l'oblast, et à 385 km à l'ouest de Kiev.

## Histoire
Berestetchko reçut le droit de Magdebourg en 1547. Près de la ville se déroula, en 1651, la bataille de Berestetchko qui opposa les rebelles Cosaques zaporogues, des paysans ukrainiens et leurs alliés tatars aux forces de la république des Deux Nations (Pologne et Lituanie) dirigées par Jean II Casimir Vasa. De 1795 à la révolution russe de 1917, Berestetchko fit partie de l'Empire russe. De 1921 à 1939, elle fut polonaise. Pendant la Seconde Guerre mondiale, Berestetchko fut occupée par l'Allemagne nazie du 23 juin 1941 à avril 1944. En août 1941, les Allemands assistés par des Ukrainiens assassinent 300 Juifs sur un site proche du château de la ville. En octobre 1941, les juifs survivants sont enfermés dans un ghetto ; ils seront assassinés à leur tour en septembre 1942 dans le cadre de la Shoah par balles.

## Population
Berestetchko est une des plus petites villes d'Ukraine.
Recensements (*) ou estimations de la population :
| 1939  | 1959* | 1970* | 1979* | 1989* | 2001* | 2012  |
| ----- | ----- | ----- | ----- | ----- | ----- | ----- |
| 6 800 | 2 154 | 2 420 | 2 308 | 2 099 | 1 904 | 1 734 |

| 2013  | 2014  | 2015  | 2016  | 2017  | 2018  | 2019  |
| ----- | ----- | ----- | ----- | ----- | ----- | ----- |
| 1 752 | 1 757 | 1 727 | 1 744 | 1 715 | 1 711 | 1 711 |

## Personnalités
- Joseph Pressmane (1904-1967), artiste peintre de l'École de Paris, né à Berestechko.